# Benedict Wells

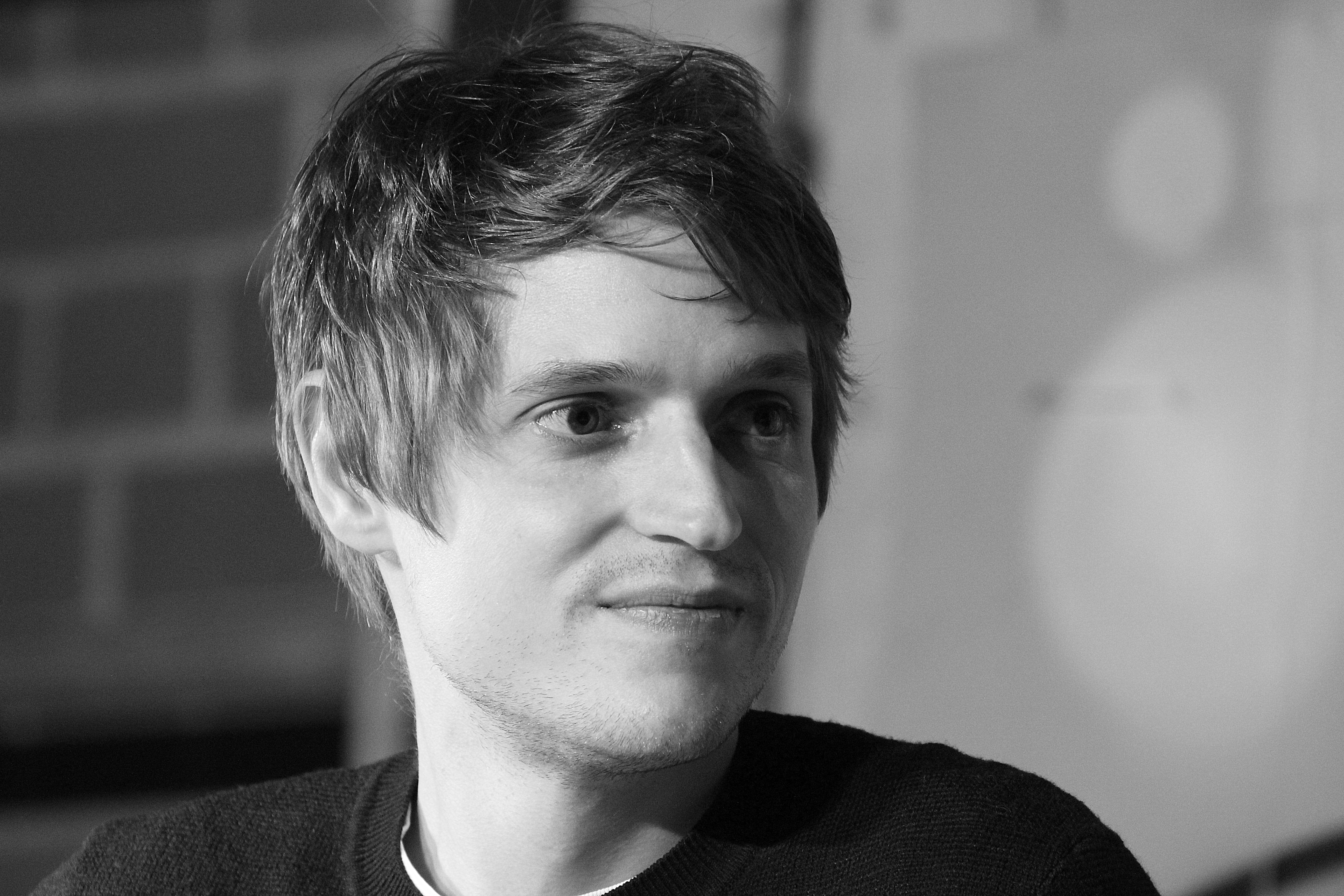
Benedict Wells při autorském čtení v Mnichově

Benedict Wells (rodné jméno Benedict von Schirach; * 29. února 1984, Mnichov) je německo-švýcarský spisovatel. V roce 2016 se stal jedním z laureátů Ceny Evropské unie za literaturu.

## Život a dílo
Je synem sinologa Richarda von Schiracha a vnukem Baldura von Schiracha, člena NSDAP a říšského vůdce mládeže (Reichsjugendführer), který byl souzen po druhé světové válce v rámci tzv. Norimberských procesů. Jeho sestrou je filozofka Ariadne von Schirach (* 1978), bratrancem pak právník a spisovatel Ferdinand von Schirach (* 1964).

### České překlady z němčiny
- Na konci samoty (orig. "Vom Ende der Einsamkeit", ). 1. vyd. V Praze: Plus, 2017. 297 S. Překlad: Michaela Škultéty

## Zajímavosti
Narodil se původně s příjmením von Schirach, avšak po maturitě si jej nechal úředně změnit na Wells, neboť se chtěl distancovat od nacistické minulosti své rodiny, Současně tím vzdal i čest svému oblíbenému spisovateli Johnu Irvingovi.
Po matce, pocházející původem z Lucernu, má také švýcarské občanství.